# Farlanders (videojuego)
Farlanders es un juego de construcción de ciudades y colonias espaciales por turnos ambientado en Marte. Es del género de estrategia, tiene elementos de rompecabezas, la perspectiva es 2D y cuadriculada y los mapas se generan procedimentalmente. La terraformación es una parte integral de la estrategia de colonización. Tiene siete misiones en total.   
El jugador asume el papel de Marco, un ciudadano marciano (humano) que hace un vlog sobre su nuevo trabajo como arquitecto colonial oficial del planeta. La historia gira en torno al entusiasmo de Marco que se desgasta cuando descubre que la empresa para la que trabaja no es de fiar.  
El juego comienza en cada nuevo mapa con la construcción de una base, a la que todo (casas, fábricas, invernaderos, fuentes de energía, fuentes de agua, etc.) debe estar conectado de alguna manera: cables y/o superficie. túneles y/o tuberías. Dado que el mapa se genera mediante procedimientos, la disposición precisa de minerales, agua, montañas, cañones, tipos de suelo, etc. es impredecible.  
A medida que la colonia crece, también crece la demanda de recursos, y el jugador debe elegir cuidadosamente qué construir y dónde construir, como elegir entre tener invernaderos cerca de una fuente de agua y aumentar la tasa de producción de alimentos y la demanda de mano de obra, o construir una bomba de agua y aumentando el consumo de energía.  Cuando los edificios dejan poco espacio libre en el mapa, las decisiones del jugador sobre cómo usarlo se vuelven cruciales para el éxito o el fracaso de la colonia en el cumplimiento de los objetivos de la misión. 